# Aleurocyperus
Aleurocyperus is een geslacht van halfvleugeligen (Hemiptera) uit de familie witte vliegen (Aleyrodidae), onderfamilie Aleyrodinae.
De wetenschappelijke naam van dit geslacht is voor het eerst geldig gepubliceerd door Ko & Dubey in 2007. De typesoort is Aleurocyperus humus.

## Soort
Aleurocyperus omvat de volgende soort:
- Aleurocyperus humus Ko & Dubey, 2007